# Джилліан Бах
Джилліан Бах (англ. Jillian Bach; нар. 27 квітня 1973, Палм-Біч-Гарденс, Флорида, США) — американська акторка кіно та телебачення. Найбільш відома своєю роллю Ірен у ситкомі ABC «Два хлопці та дівчина».

## Кар'єра
Джилліан Бах виконала ролі у телесеріалах «Менталіст», «Фелісіті», «Цілком таємно», «Дівчата Ґілмор», «Анатомія Ґрей», «Та, що говорить з привидами», «Король Квінса», «Закон і порядок», «NCIS: Полювання на вбивць», «Кістки», «Приватна практика», «Я — зомбі» та у фільмах «Нью-Йорку, я люблю тебе», «Американський пиріг», «Непрохані», «Джулі та Джулія».

## Фільмографія

### Фільми
| Рік  |   | Українська назва        | Оригінальна назва    | Роль             |
| ---- | - | ----------------------- | -------------------- | ---------------- |
| 1999 | ф | Американський пиріг     | American Pie         | дівчина з ванної |
| 2004 | ф | Щасливчик               | Lucky                | кур'єрка         |
| 2004 | ф | Остання спроба          | The Last Run         | Феліція          |
| 2008 | ф | Непрохані               | The Uninvited        | Тріна            |
| 2008 | ф | Нью-Йорку, я люблю тебе | New York, I Love You | мати №3          |
| 2009 | ф | Джулі та Джулія         | Julie & Julia        | Аннабель         |
| 2011 | ф |                         | Shape                | Клер             |

### Телебачення
| Рік       |   | Українська назва            | Оригінальна назва          | Роль                                           |
| --------- | - | --------------------------- | -------------------------- | ---------------------------------------------- |
| 1998      | с | Школа США                   | USA High                   | дівчина №1 (епізод: «Lazz's High Noon»)        |
| 1998      | с | Новинне радіо               | NewsRadio                  | дівчина №2 (епізод: «Security Door»)           |
| 1998      | с | Фелісіті                    | Felicity                   | Еліс (епізод: «Hot Objects»)                   |
| 1999      | с | Зої, Дункан, Джек і Джейн   | Zoe, Duncan, Jack and Jane | дівчина (епізод: «When Zoe Met Johnny»)        |
| 1999      | с | Цілком таємно               | The X-Files                | Меггі (епізод: «Диво»)                         |
| 1999—2001 | с | Два хлопці та дівчина       | Two Guys and a Girl        | Ірен                                           |
| 2000      | с | Нас п'ятеро                 | Party of Five              | Дебора (епізод: «Bad Behavior»)                |
| 2003      | с | Триматись до кінця          | Still Standing             | Стейсі (епізод: «Still Christmas»)             |
| 2004—2006 | с | Швидка допомога             | ER                         | Пенні Ніколсон (5 епізодів)                    |
| 2005      | с | Дівчата Гілмор              | Gilmore Girls              | Лейсі (епізод: «We've Got Magic to Do»)        |
| 2005      | с | Так, люба!                  | Yes, Dear                  | Теммі (епізод: «Jimmy from the Block»)         |
| 2006      | с |                             | Courting Alex              | Моллі                                          |
| 2006      | с | Анатомія Грей               | Grey's Anatomy             | Гретхен (епізод: «Let the Angels Commit»)      |
| 2007      | с | Поряд з домом               | Close to Home              | Коллін Еймс (епізод: «Internet Bride»)         |
| 2007      | с | Король Квінсу               | The King of Queens         | Сенді (епізод: «China Syndrome (Parts 1 & 2)») |
| 2007      | с | Моя команда                 | My Boys                    | Тіна (епізод: «Douchebag in the City»)         |
| 2008      | с | Закон і порядок             | Law & Order                | Ребекка Мур (епізод: «Falling»)                |
| 2008      | с |                             | Speedie Date               | Аманда                                         |
| 2010      | с | Та, що говорить з привидами | Ghost Whisperer            | Меггі (епізод: «Dead Air»)                     |
| 2010      | с | NCIS: Полювання на вбивць   | NCIS                       | Емілі Мосс (епізод: «Guilty Pleasure»)         |
| 2010      | с | Кістки                      | Bones                      | Ембер (епізод: «The Witch in the Wardrobe»)    |
| 2010      | с | Я — рокер                   | I'm in the Band            | Айріс (епізод: «What Happened?»)               |
| 2010      | с | Батьківство                 | Parenthood                 | Енді (епізод: «Put Yourself Out There»)        |
| 2011—2012 | с | Менталіст                   | The Mentalist              | Сара Гарріган (6 епізодів)                     |
| 2012      | с | Приватна практика           | Private Practice           | Дебра Діаманті (епізод: «Aftershock»)          |
| 2015      | с | Я — зомбі                   | iZombie                    | Джейн Боумен (епізод: «Dead Air»)              |